# Футбольний матч Швейцарія — Україна (2020)
Футбольний матч Швейцарія — Україна (2020) — матч 6 туру Ліги націй УЄФА 2020—2021. Гру планувалося на стадіоні Свісспорарена на 17 листопада 2020 року, о 21:45 за київським часом. У результаті обмежень, пов'язаних із коронавірусом, матч не відбувся, збірній України зараховано технічну поразку, наслідком чого стало пониження до групи «В» у черговій першости Ліги націй 2022—2023 років.

## Історія
17 листопада 2020 року мав відбутися останній матч у 4 групі дивізіону «А»: збірна Швейцарії приймала збірну України. Саме ці дві команди мали визначити невдаху турніру, який покине групу найсильніших команд. Перед матчем українська команда посідала 3 місце, мала 6 очок, при 2 перемогах та 3 поразках з різницею голів -5, швейцарці займали останню сходинку з 3 пунктами, маючи в активі 3 нічиї та 2 поразки, різниця м'ячів -2. Інші дві команди — збірні Іспанії та Німеччини — завершили турнір відповідно на першому та другому місцях. Для збереження прописки в елітній групі «синьо-жовтим» достатньо було нічиєї або поразки з великою кількістю забитих м'ячів (2:3 тощо), швейцарцям потрібна була лише перемога з рахунком 1:0, 2:1 або з більшою різницею.
Перед вильотом до Швейцарії, зранку 15 листопада, всі футболісти української дружини здали тести на коронавірус, попередні результати якого виявилися негативними. Однак, уточнені результати показали наявність вірусу у трьох гравців, їх одразу ізолювали. 16 листопада збірну змісили здати ще один тест. Вся підготовка до матчу проходила у жахливих умовах — збірники тренувалися на брудному нескошеному газоні, при замкнених роздягальнях.
Напередодні у гравців збірної України Соболя, Різника та Макаренка підтверджено позитивний результат тесту на SARS-CoV-2. Після повторного тестування позитивні результати виявлено ще й у Маліновського, Жуніора Мораєса та Кривцова. Надалі результати Кривцова та Мораєса класифіковано «фальшиво-позитивними» через нещодавно перенесену хворобу. У наслідку головний лікар кантону Люцерн наклав десятиденний карантин на всю збірну України.
Владою кантону матч було скасовано, хоча УЄФА не наполягала на скасуванні, адже збірна України мала достатню кількість здорових гравців для проведення гри — за вимогами УЄФА, у заявці повинно бути мінімально 13 гравців з одним воротарем включно. Однак головний лікар кантону Роджер Гарштал, поспівчувавши, пояснив, що гравці з негативним результатом вже могли бути переносниками вірусу й до кінця тижня могли захворіти. Місцеві медичні норми виявилися сильнішими за правила УЄФА. Гарштал пояснив, що не мав іншого вибору і, якби така ситуація сталася зі збірною Швейцарії, він би вчинив так само. Прессекретар збірної України Олександр Гливинський звинуватив лікаря в упереджености, повідомивши, що цей же лікар дозволив проведення гри на першість Швейцарії, незважаючи на позитивні тести на коронавірус в обох дружинах. Після цього УЄФА мала кілька варіянтів розв'язання ситуації: жеребкування результатів (1:0, 0:0, 0:1) або технічна поразка. Українська збірна наполягала на перенесення матчу на іншу територію, погоджувалася на інший склад збірної, але це вимагало додаткового часу. Молодіжна збірна не могла замінити головної дружини через зіграний матч напередодні (17 листопада), а правилами УЄФА вимагається перерва між матчами хоча б 48 годин. Крім того, у декількох футболістів «молодіжки» також виявлено коронавірус. Нових же футболістів треба було негайно зібрати і, за правилами УЄФА, протестувати у сертифікованій лабораторії, де визначено час для отримання результатів 12 годин, що унеможливлювало виставити нову команду на 18 листопада. Українська асоціація футболу (УАФ) просила УЄФА сприяти звільненню з карантину здорових футболістів перед місцевою владою Швейцарії, адже гравці з негативним результатом тесту мали бути допущені до гри. В наслідку УЄФА повідомив, що іншої команди для проведення матчу 17 чи 18 листопада українська асоціація не має, тому рішення про долю матчу має ухвалити Контрольно-дисциплінарний і етичний орган УЄФА. Голова Контрольного та етичного органу УЄФА, посилаючись на невідкладні обставини справи, передав її на розгляд до Апеляційного комітету УЄФА.
25 листопада 2020 року Апеляційний комітет УЄФА поклав провину за непроведений матч на збірну України, зарахувавши їй технічну поразку 0:3. Внаслідок цього швейцарська команда зберегла місце серед найсильніших у черговій першости. Таке рішення викликало задоволення швейцарської футбольної федерації. Її генеральний секретар заявив, що всі були заздалегідь поінформовані про правила й перебували у рівних умовах, однак більшого задоволення швейцарці б отримали через перемогу на футбольному полі. Головний тренер господарів Владимир Петрович висловив подібну думку, заявивши, що футболісти завжди цінують перемоги на полі, а не поза ним. Ще 18 листопада один із швейцарських футбольних функціонерів П'єрлуїджі Тамі заявив, що українці не зайнялися вирішенням проблеми серйозно.
УАФ оскаржила це рішення до Спортивного арбітражного суду в Лозанні. Скаржник просив скасувати рішення про технічну поразку, призначивши гру на іншу дату, або ж визначитися з матчем за допомогою жеребу. 19 березня 2021 року суд залишив рішення УЄФА в силі, підтвердивши провину української асоціації у непроведенні матчу. Однак українську асоціацію визнано випадковою жертвою пандемії, через що УАФ не зобов'язуватимуть покривати будь-яких витрат УЄФА чи арбітражу. У підсумку збірна України посіла останнє місце й покинула групу найсильніших дружин Ліги націй УЄФА.